# Autoplusia illustrata
Notioplusia illustrata là một loài bướm đêm trong họ Noctuidae.